# David Aebischer
Pour les articles homonymes, voir David Aebischer (hockey sur glace, 2000) et Aebischer.
David Aebischer (né le 7 février 1978 à Genève en Suisse) est un gardien de but suisse de hockey sur glace.
Après avoir fait ses débuts dans la ligue nationale A de son pays en 1996, il participe au repêchage d'entrée dans la Ligue nationale de hockey de 1997 et est choisi lors de la sixième ronde, le 161e joueur au total, par l'Avalanche du Colorado.
Il fait, peu de temps après, ses débuts en Amérique du Nord passant d'abord par les ligues mineures du Canada et des États-Unis avant de faire ses débuts dans la LNH avec l'Avalanche en 2000-2001. Gardien remplaçant de Patrick Roy, il joue une trentaine de rencontres dans la saison régulière et participe également à un match des séries éliminatoires. Il devient cette année-là le premier joueur suisse à remporter la Coupe Stanley, trophée récompensant l'équipe de la LNH qui remporte les séries.

## Biographie

### Ses débuts en Suisse

#### Son enfance
David Aebischer est né à Genève en Suisse mais a grandi dans le canton de Fribourg ; il est donc considéré comme étant Fribourgeois. Il effectue son premier entraînement à l'âge de cinq ou six ans à la patinoire Saint-Léonard de Fribourg, sous la houlette d'Hubert Audriaz. Ce dernier propose à Aebischer, plus jeune joueur et mauvais patineur, d'aller devant la cage. « J'étais fier de porter cet équipement. Je me débrouillais pas trop mal et j'ai poursuivi cette expérience dans la cage ».

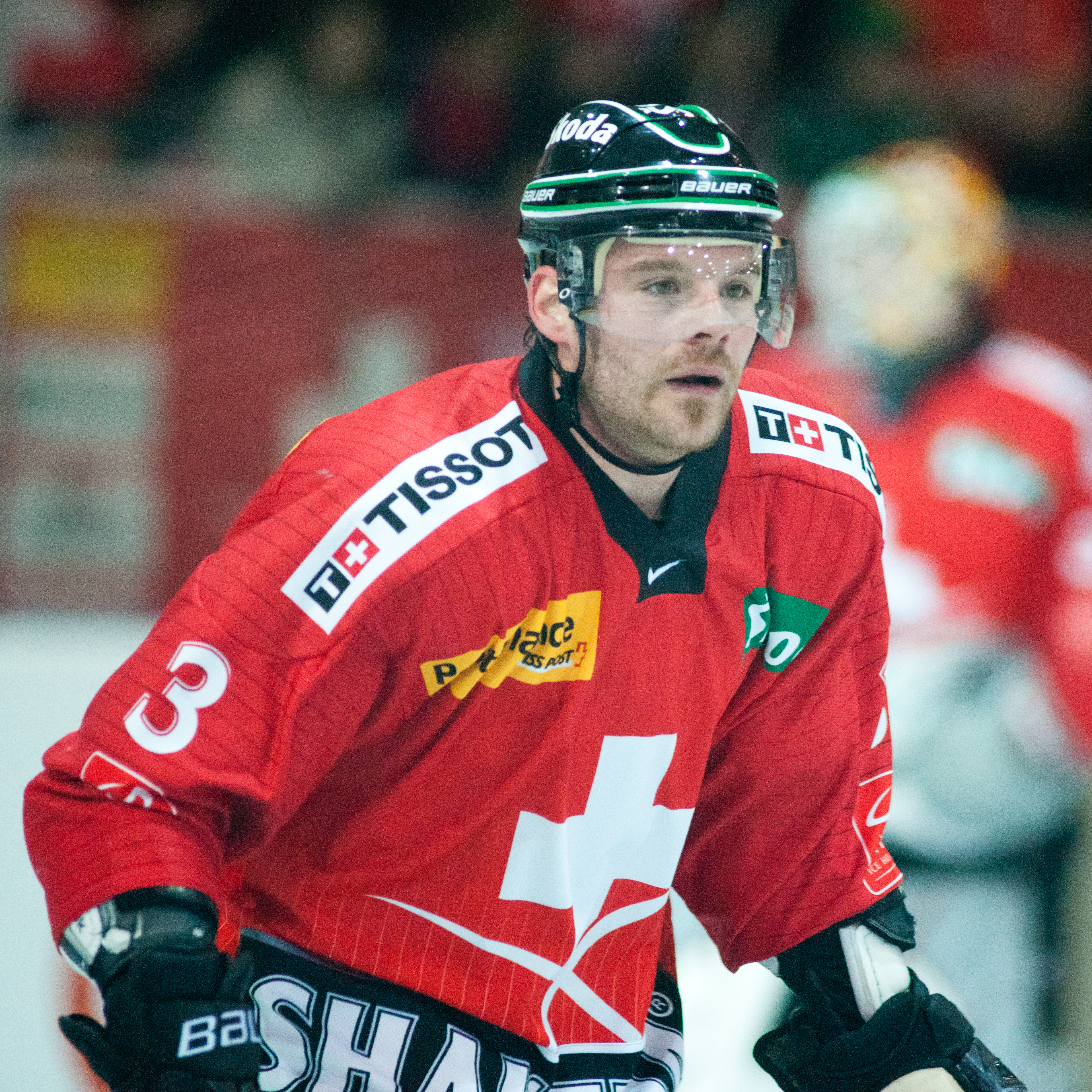
Julien Vauclair, ici avec l'équipe de Suisse en 2011, a participé au tournoi international de hockey pee-wee de Québec en 1992 en compagnie d'Aebischer.

En 1992, Aebischer joue pour la première fois en Amérique du Nord en participant au Tournoi international de hockey pee-wee de Québec avec la sélection romande, en compagnie, notamment, de Julien Vauclair. Impressionné par l'ambiance, il est rendu responsable de la défaite par l'entraîneur à cause d'un changement de masque.
À quinze ans, Aebischer prend part au camp d'entraînement pour gardiens de but de François Allaire, où il découvre le style papillon. Ce nouveau style lui vaut plusieurs remarques, notamment de la part d'Andy Jorns, sélectionneur de l'équipe de Suisse des moins de dix-huit ans en 1996. Sûr de son fait, il persévère et fait taire les critiques.
C'est à l'âge de quinze-seize ans qu'Aebischer prend conscience de son potentiel. Il envisage même de jouer un jour en ligue nationale A, lorsque Paul-André Cadieux, alors entraîneur de la première équipe de Fribourg-Gottéron, lui propose de s'entraîner avec ses hommes, mais aussi avec son idole, Dino Stecher. À cette même période, il entame un apprentissage de monteur en chauffage, car les études ne l'intéressent guère.

#### Les débuts en LNA et le repêchage par l'Avalanche (1996-1997)
En 1996, alors qu'il participe au Championnat d'Europe junior de hockey sur glace à Oufa, il est approché par un agent qui lui affirme que « plusieurs clubs de NHL sont intéressés à [le] sélectionner lors du prochain "draft" ». La déception est énorme lorsqu'il voit qu'il n'a pas été choisi : « J'ai compris que je devais jouer uniquement pour mon équipe et non pas pour les scouts ou les agents. »
Il fait ses débuts en 1re division suisse avec son club formateur le 29 octobre 1996 face au HC La Chaux-de-Fonds. Il joue un tiers temps sans encaisser de but. Il est le troisième gardien de but de l'équipe derrière le Suédois Thomas Östlund et Steve Meuwly ; Östlund joue la majorité des rencontres alors que Aebischer participe à quatorze rencontres avec son équipe, séries éliminatoires comprises,. Il garde en parallèle la cage des juniors-élites fribourgeois.
En cours de saison, il est sélectionné avec la Suisse lors du championnat du monde junior qui se joue entre décembre 1996 et janvier 1997 à Genève et à Morges. Aebischer est d'abord désigné deuxième gardien derrière le Tessinois Paolo Della Bella, mais, au fil de la préparation, la hiérarchie s'équilibre et l'entraîneur Ueli Schwarz instaure une concurrence entre les deux portiers. Le Fribourgeois parvient à déloger son rival grâce à de bonnes performances. Cependant, bien que jouant à domicile, la sélection suisse doit jouer la phase de relégation après n'avoir remporté qu'une seule rencontre contre l'Allemagne, 6-2. La Suisse parvient à se maintenir dans le groupe élite en gagnant les deux matchs de relégation 6-1 et 6-2 contre la Pologne et la Suède. Finalement, Aebischer participe à cinq des rencontres de son pays, mais n'est approché par aucun agent.
À l'issue de la saison régulière, les joueurs de Fribourg-Gottéron sont quatrièmes du classement général et sont qualifiés pour le tour final. Sixième du tour final, l'équipe de Fribourg-Gottéron est éliminée au premier tour des séries éliminatoires par le HC Davos. Son contrat arrivant à échéance à la fin de la saison 1996-1997, Aebischer renégocie une nouvelle entente. S'il reçoit une offre du HC Davos, où jouent plusieurs de ses amis de l'équipe de Suisse junior et qui lui offre une place de titulaire, il reste fidèle au club de son cœur, malgré la présence d'Östlund. L'accord porte sur deux ans.
Au cours de l'été 1997, il participe au repêchage d'entrée de 1997 de la Ligue nationale de hockey lors de la sixième ronde ; 161e joueur choisi lors du repêchage, il est sélectionné par l'Avalanche du Colorado et est considéré comme le premier Fribourgeois de l'histoire à être choisi au cours d'un repêchage de la LNH. Il est réveillé le lendemain par un journaliste de Radio Fribourg venu recueillir ses premières impressions. Son repêchage est dû au journaliste Bertrand Raymond, du Journal de Montréal, venu un jour rendre visite à André Peloffy, entraîneur de Gottéron à cette époque. Après l'avoir vu à l’œuvre, Raymond a proposé le portier fribourgeois aux Canadiens de Montréal, aux Sénateurs d'Ottawa, puis à son ami Pierre Lacroix, alors directeur de l'Avalanche,. Si le journaliste québécois fait toutes ces démarches, c'est parce qu'il est persuadé qu'aucun recruteur ne fait de détour par la Suisse,.
Aebischer, ne pensant pas pouvoir prendre la place d'Östlund, décide de tenter sa chance et rejoindre l'Amérique du Nord, sur le conseil Peloffy. Il déclare plus tard : « Je n'ai rien à envier à Thomas ! Gardien étranger, il est certain de jouer. La situation devient malsaine et je préfère quitter Fribourg pour les États-Unis ». Il reçoit une proposition de contrat le 30 septembre 1997 à 19 heures 02, alors qu'il s'apprête à jouer un match contre Rapperswil. L'Avalanche doit rendre le contrat à la LNH avant 20 heures, heure suisse, pour valider le transfert… Son départ est annoncé lors d'une association après le match. La convention entre la franchise de Denver et Aebischer contient deux volets et a une durée de trois ans.

### Dans les ligues mineures

#### L'ECHL et les débuts en équipe de Suisse (1997-1998)
Aebischer signe un contrat avec l'organisation de l'Avalanche pour jouer dans les ligues mineures pour la somme 37 500 dollars plus un bonus à la signature de 75 000 dollars.
Aebischer rejoint, au début de la saison 1997-1998, le camp des recrues des Bears de Hershey. Il doit faire face à la concurrence de quatre gardiens et d'une quarantaine de joueurs de champ. Un trop grand altruisme l'empêche de faire ses preuves à l'entraînement. Bob Hartley, alors entraîneur des Bears, explique au Fribourgeois qu'il doit plus penser à lui. Il est ensuite invité au camp d'entraînement de l'Avalanche.
Cependant, barré par Craig Billington et Patrick Roy au Colorado lors de la saison 1997-1998, il est obligé de se faire les dents dans les franchises mineures affiliées à l'Avalanche. Il est d'abord envoyé aux Icebreakers de Chesapeake, en ECHL, peu avant le coup d'envoi du championnat 1997-1998 ; Marc Denis et Petr Franěk sont les deux gardiens des Bears. Les conditions sont difficiles à Chesapeake ; en plus des dizaines d'heures de déplacement en car, les recrues sont soumis à une bizutage: ils doivent porter les sacs de hockey de leurs coéquipiers, la table de massage, la machine à aiguiser les patins ou encore les équipements du club. De plus, les places de le bus sont attribuées à l'année et les anciens ont un droit de préemption.

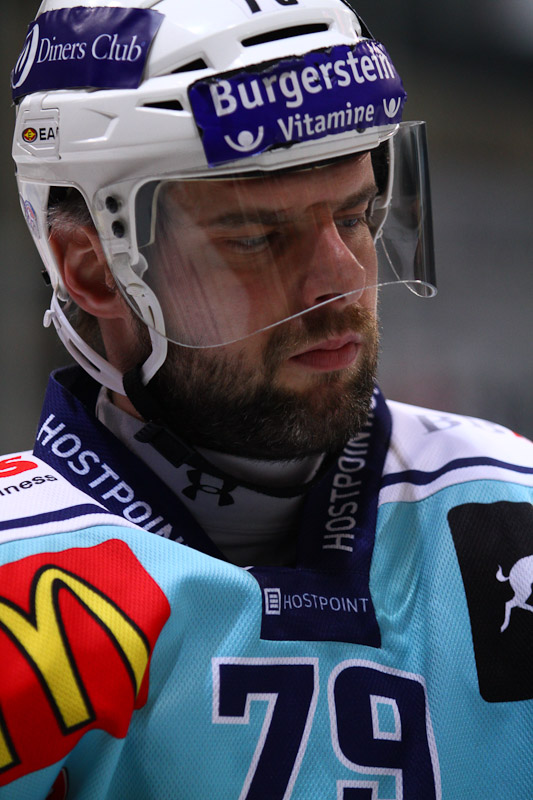
Michel Riesen, ici avec Rapperswil-Jona Lakers en 2011, a remporté la médaille de bronze lors du championnat du monde junior en 1998.

En décembre, l'Avalanche du Colorado lui permet de participer au championnat du monde junior joué en Finlande. Alors qu'il est en camp d'entraînement à Lenzerheide, Aebischer renforce Fribourg-Gottéron pour un match à la suite de la blessure Thomas Östlund. Les Fribourgeois l'emportent trois à un à Rapperswil.

En Finlande, Aebischer partage sa chambre avec des joueurs comme Jan von Arx, Michel Riesen et Mario Schocher et ne veut pas, comme le reste de son équipe, jouer pour les 7e ou 8e places habituelles. « Il règne une telle solidarité au sein de l'équipe que je ne retrouverai jamais cet esprit. L'harmonie est parfaite au sein du groupe. »

Le portier fribourgeois participe à trois des quatre rencontres du premier tour, comptant deux victoires et un match nul alors que l'équipe de Suisse finit deuxième de sa poule derrière l'équipe de Russie. En quart de finale, Aebischer et ses coéquipiers éliminent la Suède ; au terme d'une partie nulle, un but de chaque côté, le gardien suisse arrête le neuvième lancer suédois de Daniel Sedin lors de la séance de tirs de fusillade et offre la qualification aux siens. En permission pour aller fêter le Nouvel An, les Helvètes sont félicités par les Finlandais pour avoir éliminé les voisins honnis.

Finalement, la Suisse est éliminée en demi-finale en perdant sur le score de 2-1 contre la Finlande. Aebischer commet cependant une énorme bourde, en relançant le palet sur la crosse d'un adversaire, qui coûte la place de son équipe en finale.

Les Suisses gagnent par la suite le match pour la troisième place face à la République tchèque. Après avoir mené 2-0 à la suite de la première période, les Suisses se laissent remonter par les Tchèques et finalement les deux équipes ne parviennent pas à se départager à l'issue du temps réglementaire. Aebischer a donc pour la deuxième fois du tournoi le résultat du match sur ses épaules et il arrête tous les tirs de fusillade. La Suisse remporte ainsi sa première médaille de bronze lors d'un championnat du monde junior ; le portier fribourgeois est élu meilleur gardien de la compétition ainsi que dans l'équipe type.

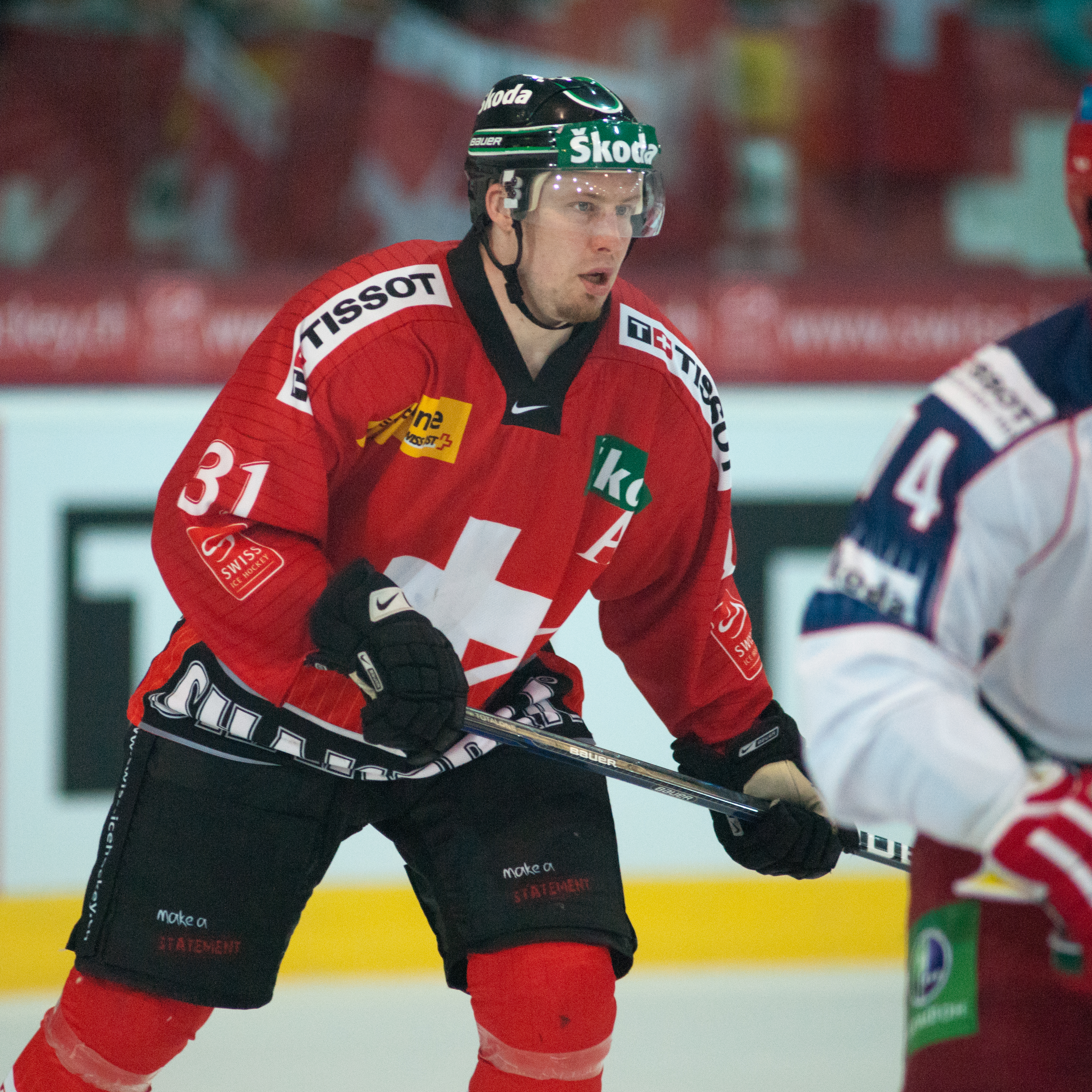
Mathias Seger, ici en 2011, est l'un des meilleurs amis d'Aebischer dans l'équipe de Suisse.

Après les mondiaux juniors, Aebischer est placé au Nailers de Wheeling, qui préparent alors les séries éliminatoires. Il ne joue cependant que dix rencontres avec sa nouvelle équipe puisque le sélectionneur de l'équipe de Suisse, Ralph Krueger l'incorpore au cadre national pour le championnat du monde qui se déroule cette année-là à Zurich et à Bâle, renonçant ainsi au gardien du CP Berne Renato Tosio et que l'Avalanche accepte à nouveau de libérer son jeune espoir. Aebischer avait disputé son premier match international le 11 février 1998 à La Chaux-de-Fonds face au Team Canada. L'Avalanche accepte à nouveau de libérer son jeune espoir.

Après deux défaites face aux États-Unis et à la Suède, Aebischer remplace Reto Pavoni face à la France. L'enjeu est important : pour se qualifier, la Suisse doit battre ses voisins par quatre buts d'écarts ; ils gagnent cinq à un. N'ayant plus rien à perdre, les Helvètes bousculent la Russie avant de l'emporter quatre à deux. « Contre la "Sbornaja", tout nous réussit. Nous glissons la rondelle au fond des buts dans un trou de souris, Crameri rabat un puck qui voltige dans les airs, c'est goal… Nous aurions battu n'importe quel adversaire ce soir-là. ».

Ensuite, les hommes de Krueger perdent face à République tchèque avant de faire match nul contre la Slovaquie. La veille de ce deuxième match, Aebischer apprend le décès de son grand-père paternel, mais décide de continuer pour lui rendre hommage. Il ne partage cette nouvelle qu'avec deux de ses amis, Mathias Seger et Mark Streit.

Qualifiés pour les demi-finales, la Suisse affronte alors la Suède au meilleur des deux matchs. Les Suédois, qui alignent des joueurs comme Peter Forsberg, Mats Sundin, Fredrik Modin ou Tommy Salo, sont accrochés deux tiers durant par Aebischer et ses coéquipiers. Ils remportent finalement la rencontre quatre à un. Lors du match retour, Aebischer connaît un jour sans, étant remplacé par Pavoni alors que la Tre Kronor mène quatre à zéro. La Suisse perd finalement sept buts à deux et doivent se contenter de la finale pour la 3e place. Face à la République tchèque, Aebischer dispute une rencontre perdue quatre à zéro, mais est distingué comme étant le rookie du tournoi.
Grâce à ses performances, Aebischer est récompensé, cette année-là, par le prix du mérite sportif fribourgeois individuel et par le titre de meilleur sportif romand.

#### Deux ans de purgatoire en Ligue américaine (1998-2000)
À l'automne 1998, Aebischer est invité au camp d'entraînement de l'Avalanche et les stars de l'équipe, Patrick Roy et Joe Sakic en tête, lui adressent la parole, à la plus grande surprise du Fribourgeois. Il dispute la moitié d'un match amical contre les Mighty Ducks d'Anaheim, mais est envoyé dans les mineurs, à Hershey. Là, il est en concurrence avec Marc Denis. Son début de saison n'est pas idéal à cause de trois revers lors de ses trois premières titularisations. S'il parvient à redresser le tir avec une série de cinq matchs sans défaite. Malgré tout, son concurrent québécois est nommé titulaire et Aebischer se retrouve dans le poste de substitut. Aebischer joue malgré tout trente-huit rencontres avec la franchise de la Pennsylvanie, obtenant dix-sept victoires et une moyenne de buts encaissés de 2.45. Durant les séries éliminatoires, il joue trois matchs, mais son équipe est éliminée au premier tour, trois à deux, par les Thoroughblades du Kentucky.
Il part ensuite disputer le championnat du monde, qui a lieu en Norvège. Il rejoint la Suisse le 4 mai 1999, après que les dirigeants de la ligue suisse de hockey sur glace ont cherché à le contacter alors qu'il retourne à Hershey, à la suite de leur défaite au premier tour des séries. Ce jour-là, les Helvètes affrontent la Suède. La cage est d'abord défendue par Reto Pavoni, mais, mené quatre à zéro, Aebischer entre en jeu dès la mi-match. Les Suédois l'emportent finalement six à un. Lors du deuxième match, le Fribourgeois réalise son premier blanchissage sur le plan international, face à la France. La victoire six à zéro permet à la Suisse de se qualifier pour les Jeux olympiques de 2002. C'est la seule satisfaction du tournoi, car les trois matchs suivants se soldent par des défaites face au Canada (8-2), à la Finlande (5-1) et aux États-Unis (3-0). Après avoir terminé à une excellente quatrième place douze mois plus tôt, la Suisse se classe finalement à la huitième place.
Au début de la saison 1999-2000, Aebischer participe à son troisième camp d'entraînement de l'Avalanche. Il apprend alors que Billington a été transféré aux Capitals de Washington. Le Fribourgeois livre une compétition interne avec Marc Denis pour récupérer le poste de numéro deux de Patrick Roy. Le Québécois l'emporte et Aebischer retourne une nouvelle fois en ligue américaine. Ce dernier joue alors cinquante-huit matchs et comptabilise vingt-neuf victoires, une moyenne de 3,31 buts encaissés par match un pourcentage d'arrêts de 90,2 %. Les Bears se qualifient pour les séries éliminatoires. Aebischer joue quatorze rencontres, mais est éliminé en finale d'association par les Americans de Rochester.

### Dans la LNH

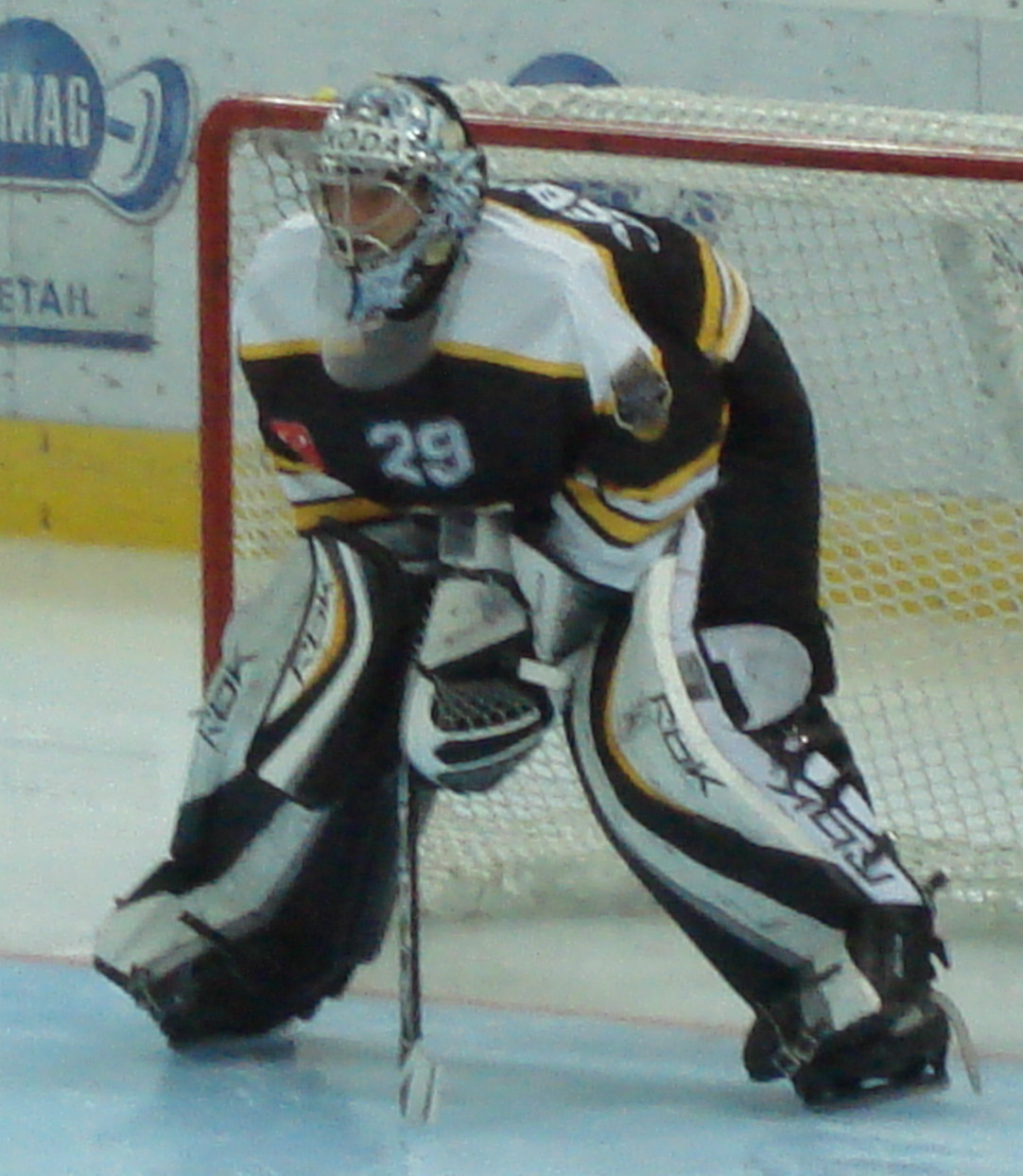
David Aebischer en 2008 avec le HC Lugano

Il fait ses débuts en ligue nationale lors de la saison 2000-2001 en tant que gardien suppléant de Patrick Roy chez l'Avalanche du Colorado avec qui il remporte la Coupe Stanley dès cette première saison. Il devient cette année-là le premier joueur suisse à remporter la Coupe Stanley, trophée récompensant l'équipe de la LNH qui remporte les séries. 
Après trois ans passés en tant que doublure de Roy, Aebischer obtient le poste de gardien titulaire à la retraite de celui-ci pour la saison 2003-2004. Le 17 septembre 2004, il signe en tant qu'agent libre avec le HC Lugano. Après une saison passée en première division suisse (LNA) lors du lock-out de la Saison 2004-2005 de la LNH, il reprend son poste de gardien titulaire au Colorado pour la saison 2005-2006 jusqu'à son échange surprise avec les Canadiens de Montréal le 8 mars 2006 contre José Théodore.
À Montréal, il a porté le numéro 30, le numéro 1 qu'il portait chez l'Avalanche du Colorado étant retiré en l'honneur de Jacques Plante. Après n'avoir disputé que sept rencontres avec les Canadiens lors de la saison 2005-2006, il est en concurrence au début de la saison 2006-2007 avec le Français Cristobal Huet pour le poste de gardien titulaire, bataille gagnée par Huet à l'issue d'une alternance organisée par l'entraîneur-chef Guy Carbonneau.
Le 19 juillet 2007, Aebischer signe un contrat d'une saison avec les Coyotes de Phoenix, club entraîné par Wayne Gretzky et dans lequel évolue déjà le Zougois Patrick Fischer. Il est toutefois soumis au ballotage par les Coyotes mais aucune équipe ne le réclame et est rétrogradé dans le club-école de Phoenix, le Rampage de San Antonio. 
Incapable de décrocher un poste avec Phoenix en 2007-08, il annonce le 21 novembre 2007 qu'il poursuivra sa carrière avec le HC Lugano en Suisse. Il tente un retour sur le circuit nord-américain en 2011-12 en évoluant pour les IceCaps de Saint-Jean, le club-école des Jets de Winnipeg. Pour la saison 2012-13, il retourne en Suisse évoluer pour Rapperswil-Jona Lakers.
Après une blessure au genou contractée durant la finale des playouts avec Rapperswil-Jona Lakers au terme de la saison 2013-2014 et une ultime pige de cinq matchs avec le HC Thurgovie, en LNB, pendant la saison 2014-2015, David Aebischer annonce qu’il met un terme à sa carrière de gardien en janvier 2015 et qu’il désire se reconvertir comme entraîneur des gardiens.

## Vie privée
Sa mère se nomme Dorothée et il a une sœur cadette, Stéphanie, qui est mariée à Réal Raemy joueur puis entraîneur de hockey sur glace en Suisse.

## Statistiques
| Saison    | Équipe                    | Ligue |    | Saison régulière | Saison régulière | Saison régulière | Saison régulière | Saison régulière | Saison régulière | Saison régulière | Saison régulière | Saison régulière | Saison régulière |   | Séries éliminatoires | Séries éliminatoires | Séries éliminatoires | Séries éliminatoires | Séries éliminatoires | Séries éliminatoires | Séries éliminatoires | Séries éliminatoires | Séries éliminatoires |
| Saison    | Équipe                    | Ligue | PJ | V                | D                | Pr/N             | Min              | BC               | Moy              | % Arr            | Bl               | Pun              | PJ               | V | D                    | Min                  | BC                   | Moy                  | % Arr                | Bl                   | Pun                  |                      |                      |
| 1996-1997 | Fribourg-Gottéron         | LNA   | 10 |                  |                  |                  | 577              | 34               | 3,54             |                  | 0                | 2                | 3                | 1 | 2                    | 184                  | 13                   | 4,24                 |                      | 0                    | 0                    |                      |                      |
| 1997-1998 | Fribourg-Gottéron         | LNA   | 1  | 1                | 0                | 0                | 60               | 1                | 1                |                  | 0                | 0                | 4                |   |                      | 240                  | 17                   | 4,25                 |                      |                      | 0                    |                      |                      |
| 1997-1998 | Icebreakers de Chesapeake | ECHL  | 17 | 5                | 7                | 2                | 930              | 52               | 3,35             | 89,7             | 0                | 10               | -                | - | -                    | -                    | -                    | -                    | -                    | -                    | -                    |                      |                      |
| 1997-1998 | Nailers de Wheeling       | ECHL  | 10 | 5                | 3                | 1                | 564              | 30               | 3,19             | 85,8             | 1                | 2                | -                | - | -                    | -                    | -                    | -                    | -                    | -                    | -                    |                      |                      |
| 1997-1998 | Bears de Hershey          | LAH   | 2  | 0                | 0                | 1                | 79               | 5                | 3,76             | 85,3             | 0                | 0                | -                | - | -                    | -                    | -                    | -                    | -                    | -                    | -                    |                      |                      |
| 1998-1999 | Bears de Hershey          | LAH   | 38 | 17               | 10               | 5                | 1 932            | 79               | 2,45             | 92               | 2                | 0                | 3                | 1 | 2                    | 152                  | 6                    | 2,37                 | 92,5                 | 0                    | 0                    |                      |                      |
| 1999-2000 | Bears de Hershey          | LAH   | 58 | 29               | 23               | 2                | 3 259            | 180              | 3,31             | 90,2             | 1                | 7                | 14               | 7 | 6                    | 788                  | 40                   | 3,05                 | 91,7                 | 2                    | 6                    |                      |                      |
| 2000-2001 | Avalanche du Colorado     | LNH   | 26 | 12               | 7                | 3                | 1 393            | 52               | 2,24             | 90,3             | 3                | 0                | 1                | 0 | 0                    | 1                    | 0                    | 0                    | 0                    | 0                    | 0                    |                      |                      |
| 2001-2002 | Avalanche du Colorado     | LNH   | 21 | 13               | 6                | 0                | 1 184            | 37               | 1,88             | 93,1             | 2                | 4                | 1                | 0 | 0                    | 34                   | 1                    | 1,79                 | 9,29                 | 0                    | 0                    |                      |                      |
| 2002-2003 | Avalanche du Colorado     | LNH   | 22 | 7                | 12               | 0                | 1 235            | 50               | 2,43             | 91,6             | 1                | 4                | 0                | 0 | 0                    | 0                    | 0                    | 0                    | 0                    | 0                    | 0                    |                      |                      |
| 2003-2004 | Avalanche du Colorado     | LNH   | 62 | 32               | 19               | 9                | 3 703            | 129              | 2,09             | 92,4             | 4                | 4                | 11               | 6 | 5                    | 662                  | 23                   | 2,08                 | 92,2                 | 1                    | 2                    |                      |                      |
| 2004-2005 | HC Lugano                 | LNA   | 18 | 12               | 2                | 3                | 1 019            | 41               | 2,41             | 93,3             | 0                | 8                | 4                | 1 | 3                    | 238                  | 10                   | 2,5                  |                      | 0                    | 0                    |                      |                      |
| 2004-2005 | HC Coire                  | LNB   | -  | -                | -                | -                | -                | -                | -                | -                | -                | -                | 2                |   |                      | 131                  | 4                    | 1,84                 |                      | 0                    | 0                    |                      |                      |
| 2005-2006 | Avalanche du Colorado     | LNH   | 43 | 25               | 14               | -                | 2 477            | 123              | 2,98             | 90               | 3                | 16               | -                | - | -                    | -                    | -                    | -                    | -                    | -                    | -                    |                      |                      |
| 2005-2006 | Canadiens de Montréal     | LNH   | 7  | 4                | 3                | -                | 418              | 26               | 3,73             | 89,2             | 0                | 0                | -                | - | -                    | -                    | -                    | -                    | -                    | -                    | -                    |                      |                      |
| 2006-2007 | Canadiens de Montréal     | LNH   | 32 | 13               | 12               | -                | 1 760            | 93               | 3,17             | 90               | 0                | 2                | -                | - | -                    | -                    | -                    | -                    | -                    | -                    | -                    |                      |                      |
| 2007-2008 | Coyotes de Phoenix        | LNH   | 1  | 0                | 1                | -                | 60               | 3                | 3                | 90,9             | 0                | 0                | -                | - | -                    | -                    | -                    | -                    | -                    | -                    | -                    |                      |                      |
| 2007-2008 | Rampage de San Antonio    | LAH   | 5  | 2                | 3                | -                | 302              | 13               | 2,58             | 89,8             | 0                | 0                | -                | - | -                    | -                    | -                    | -                    | -                    | -                    | -                    |                      |                      |
| 2007-2008 | HC Lugano                 | LNA   | 26 | 12               | 14               | -                | 1576             | 69               | 2,63             | 92,1             | 2                | 6                | 5                | 4 | 1                    | 301                  | 14                   | 2,79                 | 89,2                 | 0                    | 0                    |                      |                      |
| 2008-2009 | HC Lugano                 | LNA   | 49 | 27               | 22               | -                | 2 954            | 140              | 2,84             | 92,3             | 2                | 22               | 7                | 3 | 4                    | 452                  | 26                   | 3,45                 | 89,5                 | 0                    | 0                    |                      |                      |
| 2009-2010 | HC Lugano                 | LNA   | 48 | 23               | 24               | -                | 2 897            | 156              | 3,23             | 91,6             | 2                | 14               | 4                | 0 | 4                    | 237                  | 22                   | 5,6                  | 83,6                 | 0                    | 0                    |                      |                      |
| 2010-2011 | HC Lugano                 | LNA   | 36 | 12               | 24               | -                | 2 089            | 108              | 3,1              | 88,5             | 3                | 6                | 0                | 0 | 0                    | 0                    | 0                    | 0                    | 0                    | 0                    | 0                    |                      |                      |
| 2011-2012 | IceCaps de Saint-Jean     | LAH   | 32 | 15               | 12               | -                | 1 722            | 82               | 2,86             | 89,5             | 1                | 2                | 1                | 0 | 0                    | 26                   | 2                    | 4,56                 | 83,3                 | 0                    |                      |                      |                      |
| 2012-2013 | Rapperswil-Jona Lakers    | LNA   | 40 | 15               | 24               | -                | 2 256            |                  | 3,88             | 89,7             | 2                | 16               | 12               | 5 | 7                    | 747                  | 46                   | 3,45                 | 89,1                 | 0                    | 25                   |                      |                      |
| 2013-2014 | Rapperswil-Jona Lakers    | LNA   | 50 |                  |                  |                  | 2 365            | 148              | 3,76             | 96,2             | 0                | 30               | 9                |   |                      | 363                  |                      | 3,47                 | 88,5                 |                      | 2                    |                      |                      |

| Année | Compétition |   | PJ | V | D | Pr/N | Min | BC   | Moy  | % Arr | Bl | Pun                |  | Résultat |
| 1997  | CM Jr.      | 5 | 3  | 1 | 1 | 300  | 10  | 2    |      | 0     | 0  | Septième place     |  |          |
| 1998  | CM Jr.      | 6 | 4  | 1 | 1 | 379  | 10  | 1,58 | 95,1 | 1     | 0  | Médaille de bronze |  |          |
| 1998  | CM          | 7 | 2  | 4 | 1 | 376  | 18  | 2,87 | 89,5 | 0     | 0  | Quatrième place    |  |          |
| 1999  | CM          | 4 | 1  | 3 | 0 | 174  | 13  | 4,49 | 83,3 | 1     | 2  | Huitième place     |  |          |
| 2002  | JO          | 2 | 1  | 0 | 0 | 81   | 6   | 4,43 | 80,7 | 0     | 0  | Onzième place      |  |          |
| 2005  | CM          | 1 | 0  | 0 | 1 | 60   | 3   | 3    | 90,3 | 0     | 0  | Huitième place     |  |          |
| 2006  | JO          | 4 |    |   |   | 200  | 7   | 2,1  | 94   | 0     | 0  | Sixième place      |  |          |
| 2006  | CM          | 6 | 2  | 2 | 2 | 359  | 16  | 2,87 | 88,2 | 0     | 0  | Neuvième place     |  |          |
| 2007  | CM          | 1 | 0  | 1 | 0 | 60   | 6   | 6    | 79,3 | 0     | 0  | Huitième place     |  |          |

## Transactions en carrière
- Le 17 septembre 2004, signe avec le HC Lugano de la Ligue nationale A comme joueur autonome.
- Le 8 mars 2006, échangé au Canadiens de Montréal par l'Avalanche du Colorado en retour de José Théodore.
- Le 19 juillet 2007, signe avec les Coyotes de Phoenix comme joueur autonome.
- Le 23 novembre 2007, prêté au HC Lugano (Ligue nationale A) par les Coyotes de Phoenix.

## Distinctions et trophées
- 1998
  - prix du Mérite fribourgeois
  - meilleur sportif romand

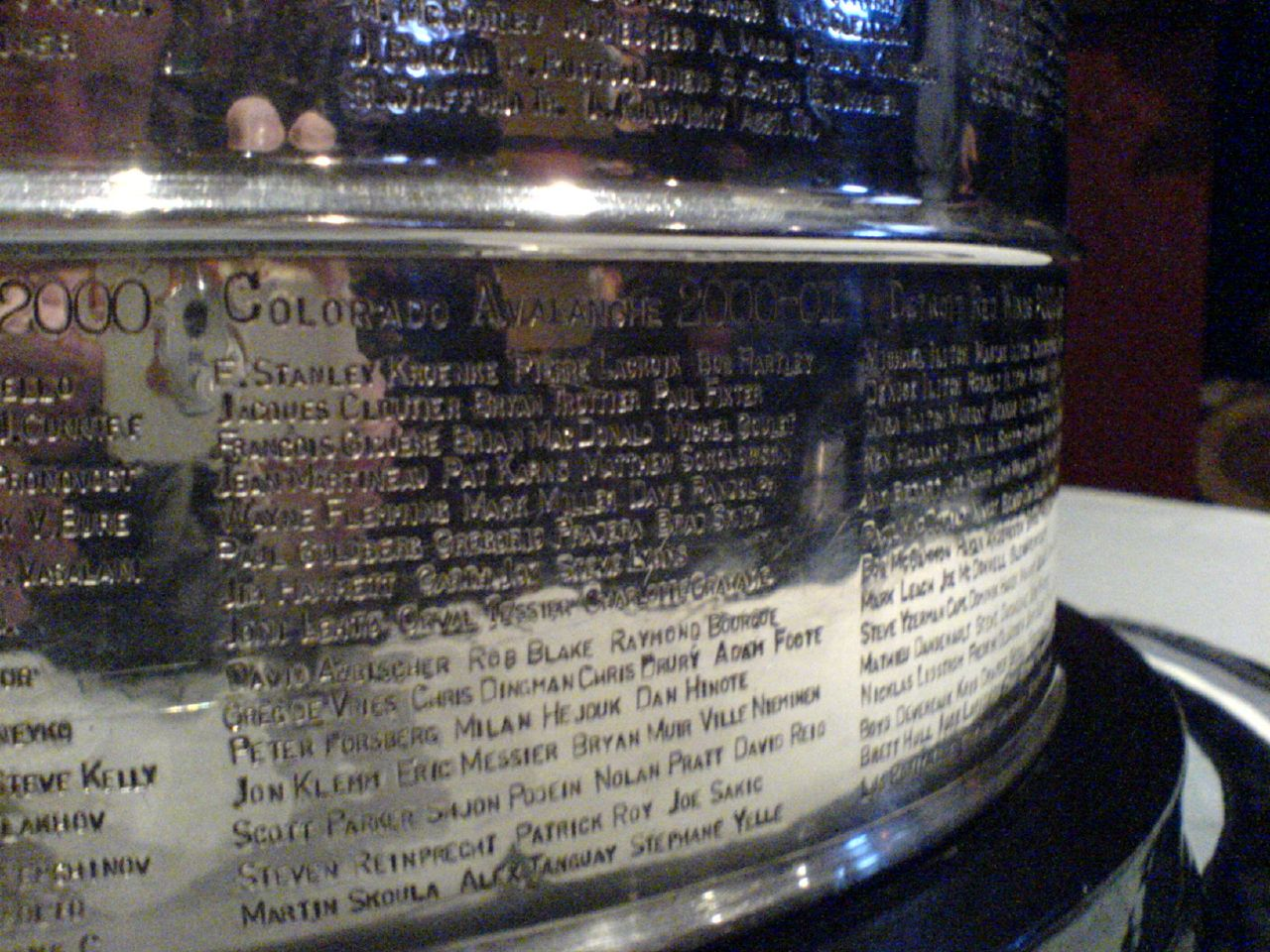
On peut apercevoir le nom de David Aebischer sur la Coupe Stanley.

  - championnat du monde junior : sélectionné dans l'équipe type, nommé meilleur gardien de but et médaille de bronze
- 1998-1999
  - meilleure recrue de la saison avec les Bears de Hershey dans la LAH
  - Chrysler Player of the Game Award
- 2000-2001 : remporte la Coupe Stanley en 2001 avec l'Avalanche du Colorado dans la LNH
- 2002-2003 : Match des étoiles de recrues de la LNH